# Монс Селмерльов
Монс Селмерльов (на шведски: Måns Zelmerlöw; шведско произношение: /ˈmɔnːs ˈsɛ̂lmɛˌɭøːv/) е шведски поп певец и тв водещ.
През 2005 година взема участие в шведското издание на Music Idol и завършва пети. Печели първия сезон на шведското издание на Dancing Stars, а през 2007 година издава дебютния си сингъл „Cara Mia“, който прави фурор и участва с него на „Melodifestivalen“. Селмерльов е водещ на „Allsång på Skansen“ („Пей с нас в Скансен“) от 2011 година до 2013 година. Участва на „Melodifestivalen“ през 2007, 2009 година, а през 2015 година печели състезанието с песента „Heroes“ и представя Швеция на Евровизия 2015. Печели конкурса с 365 точки, третия най-висок резултат в историята на Евровизия.

## Ранни години
Роден е в Лунд в семейството на Биргита Салиен, професор в Лундския университет, и хирурга Свен-Олаф Селмерльов. Селмерльов учи музика в гимназията и участва в училищния хор. През 2002 година играе един от братята в мюзикъла „Joseph and the Amazing Technicolor Dreamcoat“ в Малмьо.

## Кариера

### 2005: Idol
Селмерльов прави първата си поява на малкия екран през 2005 година, когато участва в шведското издание на Music Idol, излъчено по TV4. Той завършва на пето място в крайното класиране, като е елиминиран на 11 ноември след осем седмици в шоуто.

### 2006: Let's Dance
Селмерльов участва в първия сезон на Let's Dance през 2006 година, като негова партньорка е Мария Карлшон, и печели формата.
През същата година той участва в шведската версия на мюзикъла „Брилянтин“ в ролята на Дани Зуко. В резултат на това той подписва договор за соло албум с M&L Records, дивизия на Warner Music Sweden.

### 2007 – 2008
През ноември 2006 е обявено, че Селмерльов ще участва в „Melodifestivalen 2007“, шведската национална селекция за Евровизия. Състезава се с песента „Cara Mia“ в третия полуфинал на 17 февруари 2007 и отива директно до финала на 10 март в Ericsson Globe Arena (Globen) в Стокхолм, като завършва на трето място. Песента „Cara Mia“ е издадена като сингъл, а дебютният албум на Селмерльов „Stand by For...“ излиза скоро след това, като стига до първото място в шведските класации. Платиненият албум е издаден също и в Полша през септември 2007 година.
Селмерльов е още на „Lilla Melodifestivalen“ и участва в мюзикъла „Footloose“, в ролята на Томи. През 2008 той участва в турнето „Diggiloo“ заедно с други популярни шведски изпълнители.

### 2009: Melodifestivalen и MZW
Селмельов участва за втори път в „Melodifestivalen“ с песента „Hope & Glory“ във втория полуфинал на 14 февруари 2009 и отново преминава директно към финала на 14 март в Globen, Стокхолм. Завършва на четвърто място, въпреки че получава най-много точки от журито.
Вторият му солов албум, MZW, е издаден през март 2009 година, отново на първо място в шведските класации, издаден е и в Полша. През същата година отива на лятно турне в Швеция.

### 2010 – 2011: Melodifestivalen и Allsång på Skansen
На 10 ноември 2009 е обявено, че Селмерльов ще бъде водещ на „Melodifestivalen 2010“ заедно с Долф Лундгрен и Кристин Мелцер. Той води първия полуфинал и финала с Лундгрен и Мелцер, а останалите полуфинали – само с Мелцер. Селмерльов участва в мюзикъла „Ромео и Жулиета“ в ролята на Ромео и в „Jakten på Julia“ – шоу за таланти, в което победителката печели възможността да му партнира т.е. ролята на Жулиета. Премиерата на мюзикъла е през декември 2010 в Göta Lejon, театър в централен Стокхолм.
През януари 2011 година е обявено, че Селмерльов ще бъде водещ на „Allsång på Skansen“ – най-популярното лятно музикално предаване в Швеция. Той води шоуто и през 2012 година.

### 2013 – 2014: Barcelona Sessions
През март 2013 година Селмерльов обявява плановете си за трети студиен албум, „Barcelona Sessions“, като издава първия сингъл от албума, „Broken Parts“. „Barcelona Sessions“ е издаден на 5 февруари 2014 година.
През лятото на 2013 година Селмерльов води „Allsång på Skansen“ по канал SVT1 и обявява, че напуска шоуто, в последния епизод на сезона на 13 август.
Селмерльов участва като текстописец на песента „Hello Goodbye“ в „Melodifestivalen 2013“. В края на 2013 година играе главна роля в мюзикъла „Spök“.

### 2015: Евровизия (Eurovision Song Contest) и Perfectly Damaged
През 2015 година Селмерльов отново участва в „Melodifestivalen“ и печели конкурса с песента „Heroes“, завършвайки с 288 точки и поставяйки 2 рекорда в историята на „Melodifestivalen“ – най-голям брой точки и най-голяма разлика в броя на точките между песните на първо и на второ място – 149 точки. Още преди „Евровизия“ той става любимец на букмейкърите. Селмерльов участва във втория полуфинал на 21 май и се класира на финал, като получава рекордните за конкурса точки в полуфинал – 217. Той печели финала с 365 точки, което прави „Heroes“ третата песен в историята „Евровизия“ с най-много точки.
На 5 юни 2015 година е издаден четвъртият студиен албум на Селмерльов. През лятото на 2015 година отива на лятно турне в Швеция и Финландия преди своето международно турне с концерти в 17 европейски града. На 14 декември 2015 е обявено, че Селмерльов ще води „Евровизия 2016“ заедно с Петра Меде в Стокхолм, Швеция.

### 2016: Chameleon
През ноември 2016, Селмерльов обявява нов 7 студиен албум под заглавието „Chameleon“ (Хамелеон), който е издаден на 2 декември. Сингли от албума са „Hanging on to Nothing“, френска версия на „Hanging on to Nothing“ – „Rien que nous deux“ и „Glorious“. През април 2017 Монс стартира европейско турне, носещо името на новия албум „Chameleon Tour“.

## Дискография
- Stand by for... (2007)
- MZW (2009)
- Christmas with Friends (2010)
- Kära vinter (2011)
- Barcelona Sessions (2014)
- Perfectly Damaged (2015)
- Chameleon (2016)

## Сингли
| "Cara Mia"                                                                                                   | 2007 | 1  | —  | — | — | 4 | —   | — | —  | — | —  | - GLF: 2× Platinum                                   | Stand by For...                  |
| "Work of Art (Da Vinci)"                                                                                     | 2007 | 16 | —  | — | — | — | —   | — | —  | — | —  |                                                      | Stand by For...                  |
| "Brother Oh Brother"                                                                                         | 2007 | 7  | —  | — | — | — | —   | — | —  | — | —  |                                                      | Stand by For...                  |
| "Miss America"                                                                                               | 2008 | 47 | —  | — | — | — | —   | — | —  | — | —  |                                                      | Stand by For...                  |
| "Hope & Glory"                                                                                               | 2009 | 2  | —  | — | — | — | —   | — | —  | — | —  |                                                      | MZW                              |
| "Hold On" | 2009 | 22 | —  | — | — | — | —   | — | —  | — | —  |                                                      | MZW                              |
| "Impossible"                                                                                                 | 2009 | 48 | —  | — | — | — | —   | — | —  | — | —  |                                                      | MZW                              |
| "December"                                                                                                   | 2010 | —  | —  | — | — | — | —   | — | —  | — | —  |                                                      | Christmas with Friends           |
| "Vit som en snö" (с Pernilla Andersson)                                                                      | 2010 | —  | —  | — | — | — | —   | — | —  | — | —  |                                                      | Christmas with Friends           |
| "Ett lyckligt slut"                                                                                          | 2012 | —  | —  | — | — | — | —   | — | —  | — | —  |                                                      | Charity single                   |
| "Broken Parts"                                                                                               | 2013 | —  | —  | — | — | — | —   | — | —  | — | —  |                                                      | Barcelona Sessions               |
| "Beautiful Lie"                                                                                              | 2013 | —  | —  | — | — | — | —   | — | —  | — | —  |                                                      | Barcelona Sessions               |
| "Run for Your Life"                                                                                          | 2014 | —  | —  | — | — | — | —   | — | —  | — | —  |                                                      | Barcelona Sessions               |
| "Heroes" | 2015 | 1  | 19 | 1 | 2 | 5 | 33  | 3 | 10 | 1 | 11 | - GLF: 5× Platinum - IFPI AUT: Gold - IFPI NOR: Gold | Perfectly Damaged                |
| "Should've Gone Home"                                                                                        | 2015 | 27 | —  | — | — | — | 172 | — | —  | — | —  | - GLF: Platinum                                      | Perfectly Damaged                |
| "Fire in the Rain"                                                                                           | 2016 | 31 | —  | — | — | — | —   | — | —  | — | —  | - GLF: Platinum                                      | Perfectly Re:Damaged & Chameleon |
| "Hanging on to Nothing"                                                                                      | 2016 | —  | —  | — | — | — | —   | — | —  | — | —  |                                                      | Chameleon                        |
| "Glorious"                                                                                                   | 2016 | —  | —  | — | — | — | —   | — | —  | — | —  |                                                      | Chameleon                        |
| „—“ – означава, че сингълът не е бил реализиран в тази страна или не е достигнал висока позиция в класациите |      |    |    |   |   |   |     |   |    |   |    |                                                      |                                  |

## Музикални клипове
| Заглавие                                   | Година | Режисьор                       |
| ------------------------------------------ | ------ | ------------------------------ |
| "Cara Mia"                                 | 2007   | N/A                            |
| "Brother Oh Brother"                       | 2007   | N/A                            |
| "Miss America"                             | 2008   | N/A                            |
| "Broken Parts"                             | 2013   | Robin Ehlde                    |
| "Beautiful Life"                           | 2013   | N/A                            |
| "Run For Your Life"                        | 2014   | Robin Ehlde                    |
| "Heroes" (Lyrics music video)              | 2015   | N/A                            |
| "Should've Gone Home" (Lyrics music video) | 2015   | N/A                            |
| "Should've Gone Home"                      | 2015   | Micke Gustafsson „Mikeadelica“ |

## ТВ предавания и фестивали
- 2007 – Lilla Melodifestivalen
- 2010 – Sommarkrysset
- 2010 – Melodifestivalen
- 2011 – 2013 – Allsång på Skansen
- 2012 – ABC and Magic röst som Alexander
- 2016 – Eurovision Song Contest 2016